# Cisampih (Dawuan)
Cisampih is een bestuurslaag in het regentschap Subang van de provincie West-Java, Indonesië. Cisampih telt 3877 inwoners (volkstelling 2010).